# Pietro Adonnino
Pietro Adonnino (ur. 6 listopada 1929 w Rzymie, zm. 22 marca 2013 tamże) – włoski polityk i prawnik, poseł do Parlamentu Europejskiego I kadencji.

## Życiorys
Ukończył studia prawnicze, uzyskał uprawnienia adwokata i został profesorem prawa podatkowego. Wykładał m.in. na Uniwersytecie Rzymskim „La Sapienza” oraz uczelni w Neapolu. Występował jako pełnomocnik przed wyższymi sądami włoskimi oraz Trybunałem Sprawiedliwości Unii Europejskiej. Obejmował funkcję przewodniczącego International Fiscal Association oraz unii izb doradców podatkowych.
W 1979 wybrano go posłem do Parlamentu Europejskiego z ramienia Chrześcijańskiej Demokracji. Przystąpił do Europejskiej Partii Ludowej i został wiceprzewodniczącym Komisji ds. Regulaminu i Petycji. W 1984 został przewodniczącym tzw. Komitetu Adonnino, opracowującego projekt reformy instytucji unijnych. Po rozwiązaniu chadeków przystąpił do Włoskiej Partii Ludowej.